# رانوتشيو الثاني (دوق بارما)
رانوتشيو الثاني فارنيزي (17 سبتمبر 1630 - 11 ديسمبر 1694) هو سادس دوق بارما وبيانشنزا من آل فارنيزي منذ 1646 حتى وفاته وأيضا هو دوق كاسترو حتى 1649.
هو ابن إدواردو الأول، دوق بارما ومارغريتا دي ميديشي.